# توماس گیون
توماس گیون (انگلیسی: Thomas Givon؛ زادهٔ ۲۲ ژوئن ۱۹۳۶) زبان‌شناس اهل اسرائیل است.
وی همچنین برندهٔ جوایزی همچون کمک‌هزینه گوگنهایم شده‌است.